# Тари, Арьян
Арья́н Та́ри (перс. آرین طاری‎; род. 4 июня 1999, Ставангер, Норвегия) — норвежский шахматист иранского происхождения, гроссмейстер (2016). Двукратный чемпион Норвегии (2015, 2019), победитель первенства мира среди юниоров (2017).

## Карьера
Тари родился в Ставангере в семье иранцев Фаранака и Сиамака Тари, которые мигрировали в Норвегию до его рождения. Вырос в Лиерскогене, недалеко от Драммена, Норвегия.
В шахматы начал играть в 5 лет.
В 2012 году выиграл юношескую секцию чемпионата Норвегии.
В марте 2013 года Открытом чемпионате Норвегии в Фагернесе в Тари занял 7 место, набрав норму для титула гроссмейстера. Это был второй самый молодой норвежский игрок, когда-либо получивший звание гроссмейстера на тот момент.
Тари выиграл чемпионат Норвегии 2015 года. В 16 лет он стал третьим самым молодым игроком, сделавшим это, после Симена Агдестейна и Магнуса Карлсена, которые смогли выиграть в 15 лет. Тари обеспечил свою вторую норму гроссмейстера за девять туров на турнире 2015 года. В том же году играл на 3 доске за Норвегию на Командном чемпионате Европы в Рейкьявике, где набрал 6 очков из 9. Конгресс ФИДЕ присвоил ему звание гроссмейстера в марте 2016 года, так как Тари выполнил все необходимые нормы.
В мае 2016 года на личном чемпионате Европы в Варшаве Тари достиг лучшего результата в своей карьере — 7,5 очков из 11 (+5-1=5). Это дало ему 22 место и путёвку на Кубок мира 2017 в Тбилиси. Там он проиграл во втором раунде Александру Лендерману со счётом 0,5:1,5.
В 2019—2020 годах выступал на правах иностранца за команду чешской экстралиги «СЛАВИЯ Кромержиж». Тари во второй раз выиграл чемпионат Норвегии 2019 года. В чемпионате Испании CECLUB 2020—2021 выступал за «Хадрес Оренсе». Тари играл в турнире «Ставангер» в 2022 году, где впервые победил Магнуса Карлсена. Позже он представлял Норвегию на 44-й шахматной олимпиаде, которая проходила в Ченнаи, Индия.
Участвовал на Кубке мира 2021, где был выбит соотечественником Магнусом Карлсеном в третьем раунде турнира. На Кубке мира 2023 также был выбит Карлсеном в третьем раунде.
В начале 2020-х годов занимал вторую строчку рейтинга ФИДЕ среди шахматистов Норвегии после Магнуса Карлсена.

## Спортивные результаты
| Год  | Город     | Турнир                          | + | − | = | Результат | Место  |
| ---- | --------- | ------------------------------- | - | - | - | --------- | ------ |
| 2013 | Фагернесе | Открытый чемпионат Норвегии     | 4 | 1 | 4 | 6 из 9    | [ 10 ] |
| 2014 | Тромсё    | 41-я Олимпиада (2-я сборная)    | 3 | 3 | 3 | 4½ из 9   |        |
| 2015 | Рейкьявик | 20-й Командный чемпионат Европы | 4 | 1 | 4 | 6 из 9    | [ 11 ] |
| 2016 | Варшава   | 19-й Командный чемпионат Европы | 0 | 3 | 6 | 3 из 9    |        |

## Изменения рейтинга
| График не отображается по техническим причинам. Чтобы исправить это, воспроизведите график в новом формате, если это возможно. |